# André Ier le Catholique
Pour les articles homonymes, voir André Ier.
André Ier Árpád dit le Catholique, né vers 1005 (ou 1014 selon certaines sources), mort à Zirc (Hongrie) à l'automne 1060, inhumé à l'abbaye de Tihany, est le deuxième fils de Vazul (ou Basile) Árpád et d'une femme issue de la famille Tátony. Il est roi de Hongrie de 1046 à 1060.

## Règne

### Accession au trône
Après la révolte païenne de Vata, André Ier succède à Pierre le Vénitien mis à mort par ses sujets révoltés et redresse l'État magyar. Trois évêques rescapés du soulèvement des païens qui avaient mis fin au règne de son prédécesseur sont à ses côtés lors de son couronnement à Székesfehérvár en 1046. Il se disculpe auprès de l'empereur du sort de son prédécesseur et son frère Levente étant décédé, il fait revenir son frère cadet Béla de Pologne pour lui confier le gouvernement de la région Nitra et de Bihar soit environ 1/3 du pays.

### L'indépendance
À la suite d'incidents survenus à la frontière allemande, L'empereur Henri III du Saint-Empire entreprend en 1051 une campagne en Hongrie qui échoue faute d'approvisionnement. L'année suivante en 1052 une seconde intervention reste également sans effet. L'empereur renonce à chasser André Ier du trône mais tente de lui faire reconnaître sa suzeraineté. Malgré tous les efforts du pape Léon IX appelé comme arbitre, pour définir les termes de la vassalité hongroise cette dernière demeure une formule vide de sens et la Hongrie est devenue un État indépendant.
André fonde en 1055 une abbaye bénédictine à Tihany et après la mort en 1056 de l'empereur Henri III, André Ier fait couronner en 1057 son fils Salomon encore enfant ce qui lui vaut l'animosité de Béla qui se considérait comme son héritier naturel et met un terme à l'entente entre les deux frères. La paix germano-hongroise est conclue en 1058 au Marchfeld et elle prévoit l'union de Salomon avec Judith une sœur du jeune Henri IV.

### Fin de règne
Les deux frères se rencontrent encore à Varkony sur la Tisza en 1059 sans résultat. André Ier doit ensuite faire face à un regain de réaction du vieux nationalisme magyar dont son frère Béla s'empresse de prendre la tête. Le roi s'adresse à la régente du Saint-Empire Agnès de Poitiers qui gouverne pour le compte de son fils Henri IV dont la sœur avait épousé  Salomon. les Polonais viennent à l'aide de Béla. L'armée d'André est mise en fuite et le roi est capturé devant Moson qui avait fermé ses portes devant lui. André meurt en captivité dans le château de Zirc et il est inhumé dans sa fondation l'abbaye de Tihany et Béla Ier se proclame roi.

## Union et postérité
En 1038, il épouse Anastasia de Kiev, de la dynastie des Riourikides (fille de Iaroslav Ier, grand-prince de Kiev), dont il eut trois enfants : 
- Adélaïde, qui épouse Wratislaw II Przemysl, roi de Bohême ;
- Salomon, roi de Hongrie ;
- David (mort après 1094) inhumé à l'abbaye de Tihany.

La tradition lui attribue un autre fils, György qui, d'après les Europäische Stammtafeln, retourne en Angleterre avec le prince saxon Édouard l'Exilé en 1055 puis s'établit en Écosse où il serait devenu l'ancêtre de la famille écossaise des Drummond.

## Sources
- Gyula Kristo Histoire de la Hongrie Médiévale Tome I le Temps des Arpáds Presses universitaires de Rennes, Rennes (2000)  (ISBN 2-86847-533-7).
- Henry Bogdan Histoire de la Hongrie Presses universitaires de France, Paris 1966 Que sais-je ? no 678.
- Miklós Molnár Histoire de la Hongrie, Tempus Perrin (1er septembre 2004)  (ISBN 2262022380).